# 拉塞爾維爾 (伊利諾伊州布恩縣)
拉塞爾維爾（英語：Russellville）是位於美國伊利諾伊州布恩縣的一個非建制地區。該地的面積和人口皆未知。

## 地理
拉塞爾維爾的座標為42°19′41″N 88°47′01″W / 42.32806°N 88.78361°W，而該地的平均海拔高度為244米（即801英尺）。